# Yū Miyamoto
Yū Miyamoto (japanisch 宮本 優 Miyamoto Yū; * 17. Mai 1999 in der Präfektur Kumamoto) ist ein japanischer Fußballspieler.

## Karriere
Yū Miyamoto erlernte das Fußballspielen in der Jugendmannschaft von Shimizu S-Pulse sowie in der Universitätsmannschaft der Hōsei-Universität. Seinen ersten Profivertrag unterschrieb er am 1. Februar 2022 bei Tokyo Verdy. Der Verein, der in der Präfektur Tokio beheimatet ist, spielt in der zweiten japanischen Liga. Sein Zweitligadebüt gab Yū Miyamoto am 9. April 2022 (9. Spieltag) im Heimspiel gegen Roasso Kumamoto. Hier wurde er in der 88. Minute für Kōhei Yamakoshi eingewechselt. Kumamoto gewann das Spiel 3:2.